# Harald Friese
Harald Friese (* 2. Juni 1945 in Badersleben) ist ein SPD-Politiker, Bürgermeister der Stadt Heilbronn a. D. und MdB von 1998 bis 2002.

## Leben und Studium
Friese verließ frühzeitig Sachsen-Anhalt, wuchs in Stuttgart auf und machte dort im Jahr 1965 das Abitur. 1964 trat er in die SPD ein. 1965 bis 1974 studierte Friese Rechtswissenschaften in Tübingen und Bonn. Er organisierte sich politisch im SHB, dessen Bundesgeschäftsführer er 1967/68 war. 1974 absolvierte er das Erste juristische Staatsexamen (Universität Bonn), 1977 das Zweite juristische Staatsexamen (Justizprüfungsamt Düsseldorf).

## Politik und Beruf
Friese war im Jahr 1978 Städtischer Rechtsrat z. A. bei der Stadt Köln, 1980 Erster Beigeordneter der Gemeinde Lohmar, 1984 Bürgermeister der Stadt Heilbronn; zuständig für das Dezernat Öffentliche Sicherheit und Ordnung, Einwohneramt, Straßenverkehr, Umwelt, Städtisches Krankenhaus; seit 1997: neues Dezernat Kultur, Sport, Bildung, Soziales. 
Harald Friese kandidierte im Jahr 1998 für die SPD im Wahlkreis Heilbronn für den Deutschen Bundestag, unterlag dem CDU-Kandidaten Thomas Strobl und zog anschließend über die SPD-Landesliste in den Bundestag ein. Er war dort Mitglied des Innenausschusses und Stellvertretendes Mitglied des Untersuchungsausschusses zur CDU-Spendenaffäre. Darüber hinaus war Friese Stellvertretender Vorsitzender der Arbeitsgruppe Kommunalpolitik der SPD-Bundestagsfraktion. Im Jahr 2002 kandidierte er erneut zur Wahl in den Deutschen Bundestag, unterlag Strobl erneut und schaffte aufgrund eines zu schlechten Listenplatzes den erneuten Einzug ins Parlament nicht mehr.
Friese ist Vorsitzender der SPD-Fraktion in Regionalverband Heilbronn-Franken, Vorsitzender des Arbeiter-Samariter-Bundes der  Region Franken e.V. und seit 2006 Vorsitzender des Sinfonie-Orchesters Heilbronn.

## Auszeichnungen
Friese erhielt im Jahr 2015 den Ehrenring der Stadt Heilbronn.